# Gitanjali Rao
Gitanjali Rao (Lone Tree, 24 novembre 2005) è un'inventrice statunitense, nominata "Kid of the Year" 2020 dalla rivista Time.

## Biografia

### Vita privata
È nata in Colorado, negli Stati Uniti d'America, da una famiglia di origine indiana.
Frequenta una scuola superiore nell'hinterland di Denver che si chiama "STEM School Highlands Ranch": STEM è l'acronimo di "scienza, tecnologia, ingegneria e matematica", che rappresenta gli strumenti di ricerca usati dalla Rao. Già nel 2017 ha dichiarato che all'università desidera studiare genetica ed epidemiologia al Massachusetts Institute of Technology.
Nel suo tempo libero frequenta gli scout ed è una brava pianista: la madre ha raccontato che Gitanjali ha cominciato a suonare da quando all'età di tre anni chiese che cosa poteva fare per aiutare chi era malato e le fu suggerita la musica.

### Carriera
La più famosa invenzione di Gitanjali Rao è nata in risposta alla crisi dell'acqua di Flint, dove l'inquinamento da piombo ha portato ad un'emergenza ambientale a livello federale: è nata così Thetys, dal nome della dea greca Teti, un apparecchio portatile che in dieci secondi rivela se l'acqua è pura o se ci sono tracce di piombo o se la situazione è critica. L'apparecchio funziona tramite nanotubi di carbonio, la cui resistenza cambia in presenza di piombo, e comunica attraverso bluetooth con un normale smartphone.
La Rao inoltre ha sviluppato un apparecchio diagnostico per una diagnosi precoce della dipendenza da prescrizione di oppiacei, basato sulle ultime scoperte dell'ingegneria genetica.

## Riconoscimenti
- 2017 (a 11 anni): primo premio del "3M Young Scientist Challenge", una selezione fra giovani scienziati[11]
- 2018: premio del presidente degli Stati Uniti "Gioventù per l'ambiente" (United States environmental protection agency president’s environmental youth award)[12]
- 2019: "30 under 30" nella scienza, la lista delle trenta persone sotto i 30 anni nominata da Forbes[13][14][15]
- 2019: primo premio Pillar "Salute" nel concorso per studenti TCS Ignite Innovation, per l'apparecchio diagnostico sulla dipendenza da oppiacei[10]
- 2020: "Top young innovator", giovani innovatori nominati da Time, per i "seminari d'innovazione" che conduce in giro per il mondo[4]
- 2020: "Persona dell'anno" di Time, copertina del 14 dicembre 2020, specificamente col titolo - usato per la prima volta -  di "kid of the year", ossia "ragazzino dell'anno" (copertina pubblicata il 4 dicembre sul sito web); in occasione di questo riconoscimento, Gitanjali Rao è intervistata da Angelina Jolie[16]